# Blauw trompetdiertje
Het blauwe trompetdiertje (Stentor coeruleus Ehrenberg 1830) is een eencellig diertje dat behoort tot het geslacht Stentor, familie Stentoridae. De Stentoridae behoren tot de ciliaten (trilhaardiertjes of wimperdiertjes) net zoals het bekende pantoffeldiertje. 

## Kenmerken
Het diertje heeft de vorm van een trompet met langs de bovenrand een ronde krans van bewegende trilhaartjes die een waterstroom -met daarin voedseldeeltjes zoals bacteriën- naar de 'slokdarm' veroorzaken, dat wil zeggen naar de bovenkant van de trompet, de zogenaamde cyto-stoma ('celmond'). 
Het trompetdiertje wordt vaak aangetroffen in organisch vervuild, stilstaand of langzaam stromend zoet water, soms in enorme aantallen. Het zet zich vaak met zijn spitse uiteinde vast op een substraat -vaak waterplanten- maar kan soms ook vrij rondzwemmend gevonden worden. Het is uiterst elastisch en kan in maximaal uitgerekte vorm wel 2 millimeter lang worden en is dan met het blote oog zichtbaar. Het is daarmee een van de grootste eencellige dieren, groter dan diverse veel complexere meercellige organismen zoals raderdiertjes. Het rondzwemmen vindt zowel plaats in de langgerekte trompetvorm als in een samengetrokken bolvorm; bij het zwemmen dienen trilharen op het lichaam voor de voortstuwing. 
Fysiologie
De celkern is relatief zeer groot en wordt een macronucleus genoemd; deze kern heeft de vorm van een kralensnoer. 
De blauwe kleur is afkomstig van het pigment stentorine dat zich hecht aan bepaalde korreltjes (granula) in het lichaam van het trompetdiertje.
Stentor is sterk regeneratief; een klein deel van het dier (1/100ste) kan uitgroeien tot een volledig exemplaar.
Een typisch fysiologisch kenmerk van het trompetdiertje is de zogenaamde contractiele vacuole, een microscopische waterblaas: omdat de concentratie aan zouten en andere opgeloste stoffen in het diertje hoger is dan in het omringende slootwater, dringt er door osmose constant water door de celmembraan (huid) naar binnen. Dit overschot aan water hoopt zich op in de vacuole, die dit met regelmatige tussenpozen naar buiten loost. Wie een dier een paar minuten observeert kan dit verschijnsel meestal waarnemen.

## Naamgeving
Waarschijnlijk is het trompetdiertje zo genoemd door Lorenz Oken, een Duits filosoof uit het tijdperk van de romantiek die ook natuuronderzoek deed. De geslachtsnaam Stentor komt waarschijnlijk van de held Stentor uit de Trojaanse oorlog met zijn zeer luide stem.